# Finestra termale

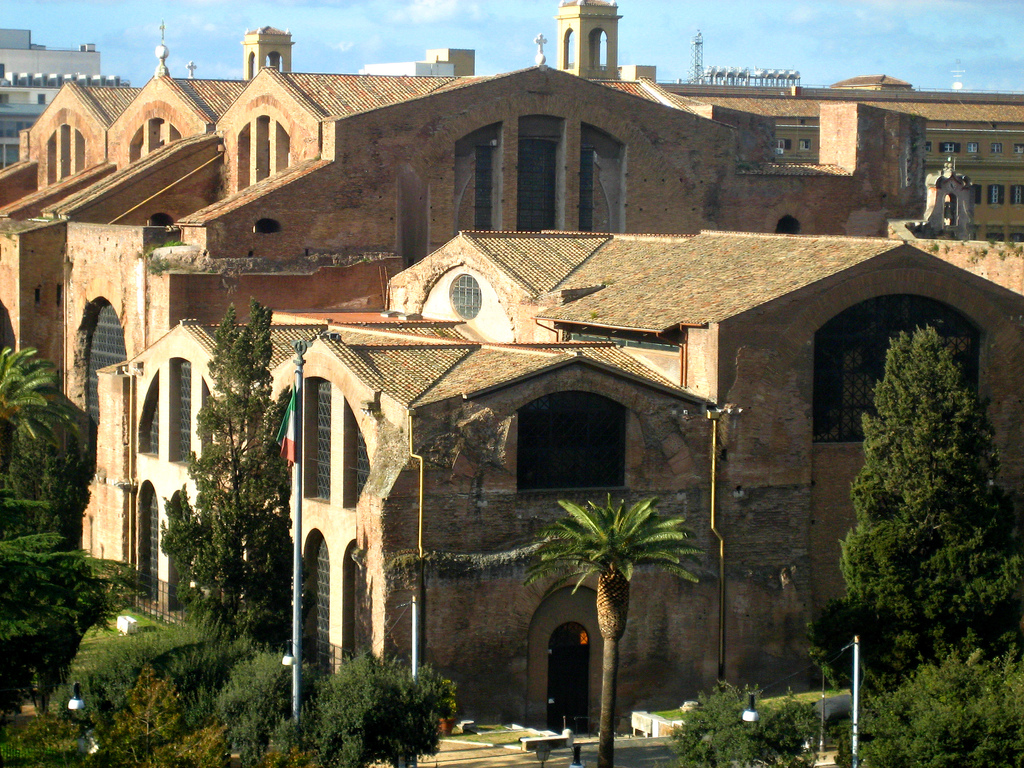
Le Terme di Diocleziano a Roma con finestre termali.

La finestra termale è una grande finestra semicircolare suddivisa in tre parti, dove la parte centrale risulta normalmente più grande rispetto alle due laterali.
Questo tipo di finestra compare originariamente nelle Terme di Diocleziano costruite nel 302 a Roma. Attualmente sono la Basilica di Santa Maria degli Angeli e dei Martiri. Spesso queste finestre vengono indicate col nome di finestra diocleziana.
La finestra termale venne reintrodotta e utilizzata largamente da Andrea Palladio nel XVI secolo, sia in edifici religiosi sia in ville private. L'utilizzo fatto dal grande architetto fa sì che spesso questo tipo di aperture venga indicato con il suo nome (finestra palladiana, soprattutto in ambito anglosassone) o semplicemente come finestra veneziana.
L'architetto inglese Richard Boyle introdusse questa forma di finestra nell'architettura inglese del XVIII secolo con il palladianesimo inglese.
Ancora in epoca moderna, questo tipo di finestra trova utilizzo in edifici di ampio respiro, che si rifanno allo stile neoclassico.

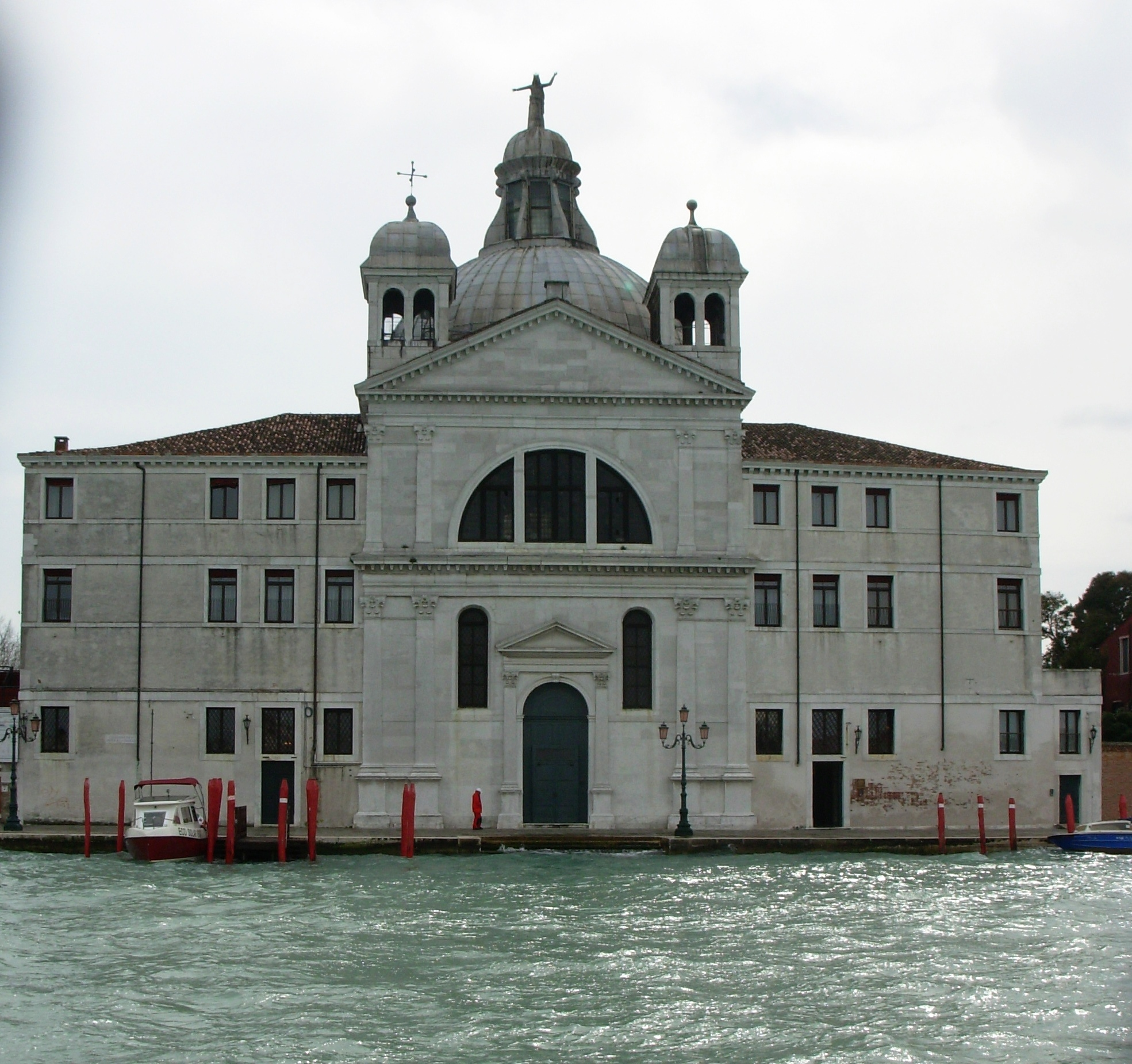
Chiesa di Santa Maria della Presentazione a Venezia.
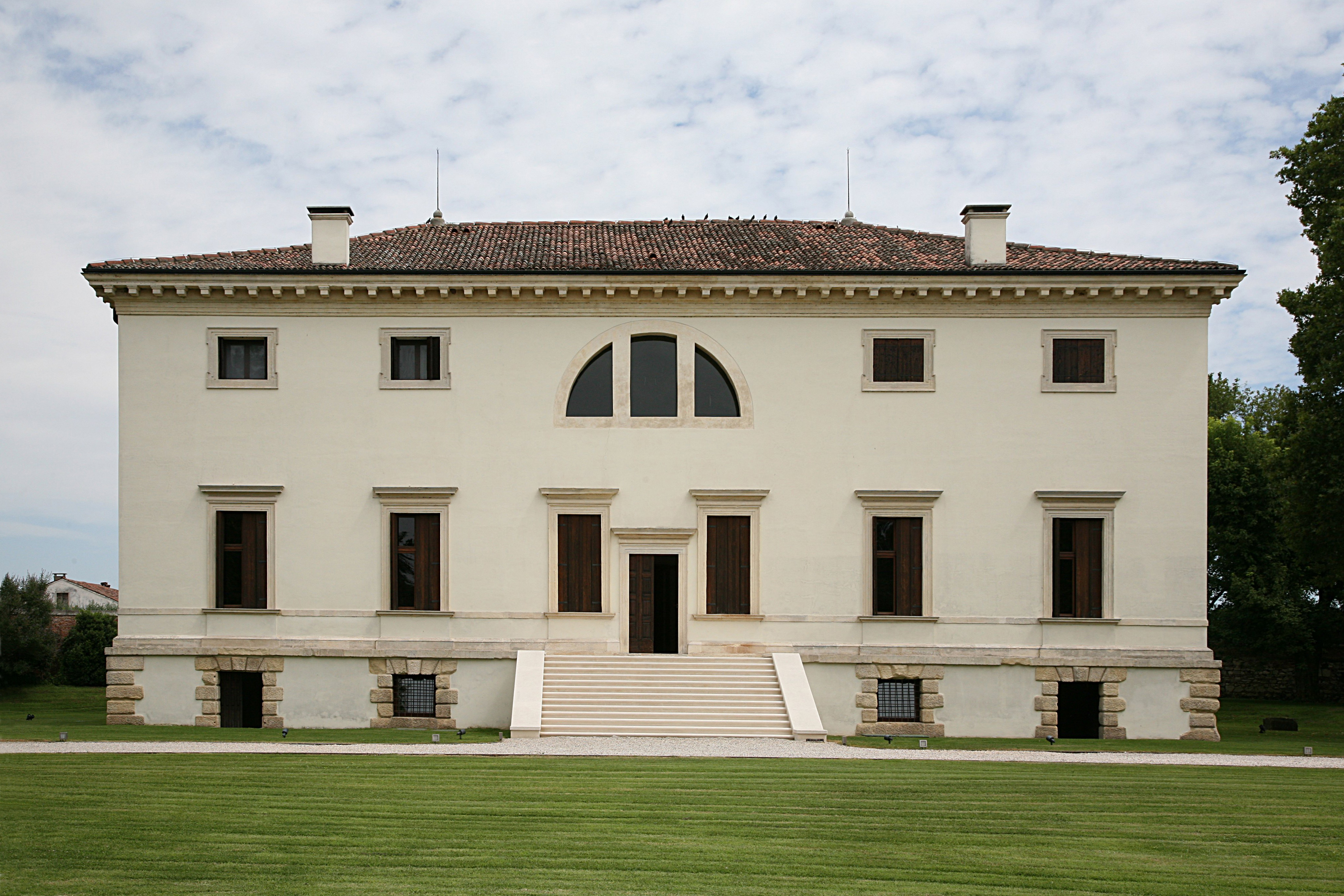
Villa Pisani (Bagnolo), di Andrea Palladio (retro).
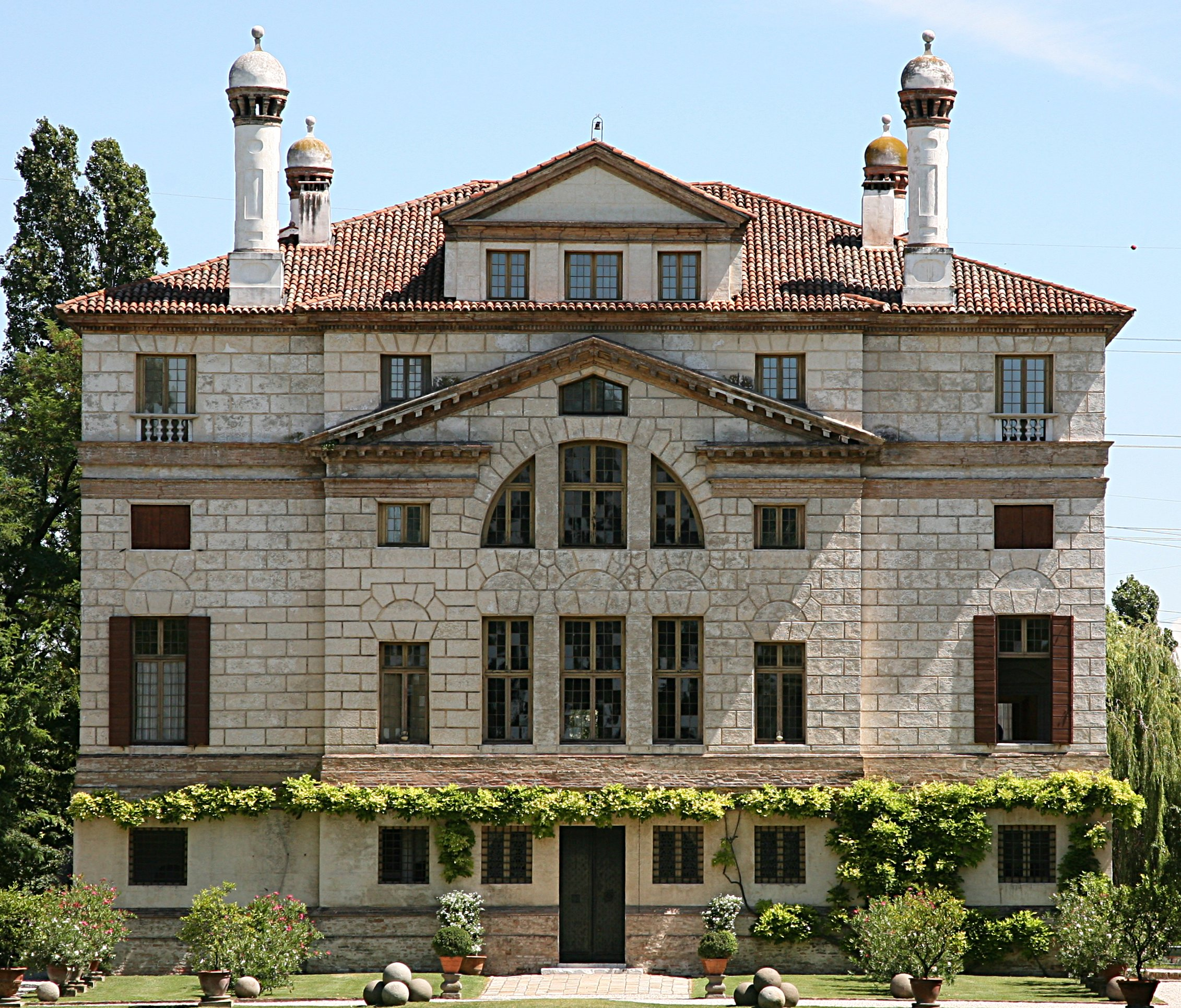
Villa Foscari, di Andrea Palladio (retro).